# Legge Aberdeen
La Legge Aberdeen del 1845 era una legge del Parlamento del Regno Unito approvata durante il regno della regina Vittoria il 9 agosto. Il lungo titolo della legge era "Atto per emendare un atto, intitolato Un atto per portare in esecuzione una Convenzione tra Sua Maestà e l'Imperatore del Brasile, per la regolamentazione e l'abolizione definitiva della tratta degli schiavi africani".
Questa legge è vista nella storiografia brasiliana come una ritorsione britannica contro la legge Alves Branco, una riforma tariffaria stabilita nel 1844 dal ministro delle finanze Manuel Alves Branco che aveva aumentato i dazi all'importazione, seguita dalla fine della Convenzione anglo-brasiliana di 1826 sulla tratta atlantica degli schiavi in Brasile.

## Storia
La legge venne proposta dal ministro degli Esteri britannico Lord Aberdeen. Conferiva alla Royal Navy l'autorità di fermare e perquisire, in alto mare, qualsiasi nave brasiliana sospettata di essere una nave negriera e di arrestare i commercianti di schiavi catturati su queste navi.
La legge prevedeva che i commercianti di schiavi arrestati potessero essere processati nei tribunali britannici ed era stata progettata per sopprimere la tratta degli schiavi brasiliani, per rendere efficaci le leggi brasiliane e il trattato britannico-brasiliano del 1826, per porre fine alla tratta atlantica degli schiavi, che il Brasile aveva firmato e ratificato ma non era riuscito a far rispettare.
La legge provocò indignazione in Brasile, dove venne considerata come una violazione del libero mercato, della libertà di navigazione, un affronto alla sovranità e all'integrità territoriale brasiliane e un tentativo di arginare l'ascesa del Brasile come potenza mondiale.

## Controversie
Di conseguenza, la Royal Navy iniziò a intercettare gli schiavisti brasiliani in alto mare e i commercianti di schiavi brasiliani catturati su queste navi furono perseguiti nei tribunali dell'ammiragliato britannico. Negli anni successivi, il numero di casi nei tribunali dell'ammiragliato britannico aumentò drammaticamente a causa del gran numero di brasiliani arrestati per traffico di schiavi. Nei primi sei mesi del 1848, 19 su 33 casi esaminati dal tribunale del viceammiragliato di Sant'Elena erano di brasiliani.
Nonostante l'applicazione aggressiva di questa legge, il volume della tratta degli schiavi brasiliani aumentò alla fine degli anni 1840; la domanda di schiavi era aumentata a causa della legislazione britannica sul libero scambio che aveva alzato i dazi sullo zucchero brasiliano. Tuttavia, le tensioni anglo-brasiliane continuarono ad aumentare. Nel 1850-1851, una manciata di navi britanniche iniziò ad entrare nelle acque territoriali brasiliane e persino nei suoi porti per attaccare le navi negriere. In un caso, una nave britannica ebbe uno scontro a fuoco con un forte brasiliano.
Di fronte a queste tensioni, il Brasile sapeva che non poteva permettersi di entrare in guerra contro il Regno Unito. Inoltre, il sentimento popolare contro la tratta degli schiavi in Brasile stava crescendo e il governo brasiliano decise di porre fine alla tratta degli schiavi. Nel settembre 1850 fu emanata una nuova legislazione che vietava la tratta degli schiavi, la Legge Eusébio de Queirós, e il governo brasiliano iniziò a farla rispettare.
Di conseguenza, la tratta degli schiavi brasiliani diminuì e, nonostante alcuni schiavisti illegali continuarono ad operare, il commercio terminò a metà degli anni 1850, sebbene la schiavitù stessa non fu abolita in Brasile fino al 1888. Il 27 aprile 1852 il governo britannico notificava al suo omologo brasiliano il ritiro permanente delle navi da guerra dalle acque brasiliane, a condizione che non vi fosse ripresa della tratta degli schiavi; i rapporti del ministro britannico in Brasile nel 1860 e l'anno successivo non mostrarono alcun segno di violazione. Alla fine soddisfatto che non ci sarebbe stata alcuna ripresa della tratta degli schiavi africani, il parlamento britannico abrogò la Legge Aberdeen il 19 aprile 1869.